# Mačke
 Ovo je glavno značenje pojma Mačke. Za druga značenja pogledajte Mačke (razdvojba).
Mačke (Felidae) naziv je za porodicu životinja iz reda zvijeri (Carnivora) unutar natporodice mačkolikih životinja (Feloidea).
Svojim je habitusom većina vrsta iz te porodice vrlo slična široko rasprostranjenoj i općepoznatoj domaćoj mački: imaju gipko tijelo, meko krzno, kratka lica i relativno malene lubanje. Uši su im uspravne, šiljaste do zaobljene, a mačke ih mogu okretati u raznim pravcima. Kao kod svih zvijeri, oči su im okrenute prema naprijed da bi mogle vidjeti prostorno, što je vrlo važno za sposobnost procjene udaljenosti od lovine. Razlike u veličini mačaka vrlo su velike: dužine tijela varira im od 30 cm pa sve do 200 cm. 

## Građa tijela

### Oči
U odnosu na veličinu lubanje, mačke imaju relativno velike oči. Zjenice imaju velike mogućnosti širenja i skupljanja, ovisno o količini svjetla u okolini. Vrste malih mačaka imaju okomite zjenice, a velikih okrugle. U tami se zjenice mogu ekstremno raširiti, pa su u stanju još relativno dobro vidjeti i u vrlo mračnoj sredini. Vidno polje mačaka je 200-220°. Prema zjenicama se može vidjeti raspoloženje mačaka: ako su široko otvorene, ona se osjeća ugrožena i u obrambenom je raspoloženju; vrlo stisnute zjenice znače da je agresivna.

### Osjetilne dlake
Osjetilne dlake (zool. vibrise) obilježavaju mačke kao pretežno noćne životinje. Tu vrstu dlaka mačke imaju posebno na njuški (tzv. brkovi), ali i iznad očiju te u pazuhu prednjih šapa. Vibracije zraka pokreću te dlake, pa prema smjeru i snazi zračnih vibracija mačke mogu preko posebnih osjetilnih stanica u korijenu dlaka ugrubo "vidjeti" okolinu i u najvećem mraku. Te su dlake potpuno razvijene kod tek okoćenog mačjeg podmlatka, što govori o važnosti osjetila opipa koji one pružaju toj životinjskoj porodici.

### Jezik - osjetilo okusa
Raspoznavanje okusa mora kod mačaka biti brzo i točno, jer one ne mogu žvakati hranu. Prepoznavanje okusa neophodno je radi određivanja pokvarene ili neužitne hrane. Mačji je jezik hrapav jer je pokriven papilama. Papile smještene po uzdužnoj sredini jezika imaju male šiljke okrenute prema tijelu. Ti šiljci služe za češljanje dlake, skidanje mesa s kostiju lovine, ali su posebno važni u njezi novorođenčadi. Lizanjem majka potiče krvotok mladunaca. Papile na prednjem dijelu jezika služe za određivanje okusa, kiselog, slanog i gorkog. Osim toga, jezik služi i kao svojevrsna žlica kod pijenja vode. Usporeni snimci mačaka kako piju mlijeko nam savršeno prikazuju da koriste jezik naopako od ostalih sisavaca. Jezik im uvlači mlijeko pod sebe, što pomaže upijanju proteina i vitamina iz hrane ravno u mozak. 

### Zubalo
Gornja i donja čeljust čvrsto su povezane zglobom koji ne dozvoljava druge pokrete osim otvaranja i zatvaranja. Zubalo ima 30 zubi i dijastemu. Ona omogućuje da očnjaci, kod zatvaranja gornje i donje čeljusti, prođu jedni pored drugih. Očnjaci, ili zubi-hvatači, služe za hvatanje i držanje lovine. Zubi-koljači služe za odgrizanje komada mesa koje mačka zatim bez žvakanja guta. Koljače tvore zadnji predni kutnjak i prvi kutnjak. Rubovi su im oštro nazubljeni i kod ugriza se mimoilaze.

### Kandže
Mačke imaju po pet prstiju na prednjim i četiri na zadnjim šapama. Osim geparda, plosnatoglave mačke i mačke ribara, sve ostale mačke imaju kandže koje su u pravilu uvučene i zaštićene u jastučićima na šapama. Samo kad je potrebno, mačke ih korištenjem određenih mišića izvlače iz zaštitnih jastučića, i to zato da ostanu oštri i da ne otupe kod hoda. Nehotično izvlačenje pandži sprečavaju tetive s unutrašnje strane prstiju. Osjećaj opipa na šapama je vrlo dobro izražen; to je razlog zašto mačke često i šapama istražuju nepoznati predmet. Širina kandži im se mijenja pri odrastanju. Prosječna veličina jedne kandže odrasle domaće mačke je 0.25 mm - 0.35 mm u širini. Mačićima su kandže osjetljive pri razvitku u odraslu mačku. 

### Rep
Sve mačke imaju rep. On im služi za održavanje ravnoteže, ali i za sporazumijevanje unutar vrste. Kod nekih vrsta, kao npr. kod risa, rep je vrlo kratak. 

## Rasprostranjenost
Mačke žive na svim kontinentima osim na Antarktiku. Međutim, važno je reći da su ih u Australiju i Oceaniju sa sobom donijeli naseljenici. To je naročit problem za lokalnu faunu, koja do tada nije poznavala mačke, pa im se nije mogla prilagoditi. 

## Socijalno ponašanje
Većina su mačjih vrsta samotnjaci. Mužjaci i ženke sreću se samo u razdoblju parenja, a nakon toga se razilaze. Značajna iznimka su lavovi, koji žive u većim čoporima, a i mužjaci geparda ponekad formiraju manje skupine koje zajedno idu u lov.

## Prehrana
Mačke se hrane gotovo isključivo mesom, dok je puno drugih zvijeri u skupini svejeda. Mačke su vrlo specijalizirane zvijeri, i uglavnom su lovci iz zasjede. Jedino gepard može slijediti plijen na duže staze. Mačke u slobodnoj prirodi preferiraju živu lovinu, a samo izuzetno jedu strvinu.

## Sistematika
Uz tradicionalnu sistematiku, koja bi se ugrubo mogla svesti na podjelu na velike i male mačke, postoji jedna novija, koju je Stephen J. O'Brien, molekularni biolog, specijalist za istraživanje podrijetla mačaka, postavio i objavio u studiji Wild Cats: Status Survey and Conservation Action Plan (Kirstin Nowell&Peter Jackson, IUCN, Cambridge 1996.). Njegovo se stablo zasniva na istraživanjima staničnih uzoraka svih mačaka uz pomoć pet različitih metoda molekularne biologije.
Potporodice:
1. Felinae Fischer de Waldheim, 1817 - male mačke
  1. Rod: Caracal Gray, 1843
  2. Rod: Felis Linnaeus, 1758 - male mačke
  3. Rod: Leopardus Gray, 1842 - američke pjegave mačke
  4. Rod: Leptailurus Severtzov, 1858
  5. Rod: Lynx Kerr, 1792 - risovi
  6. Rod: Otocolobus Brandt, 1842
  7. Rod: Prionailurus Severtzov, 1858
  8. Rod: Puma Jardine, 1834 - pume
2. Pantherinae Pocock, 1917
  1. rod: Neofelis Gray, 1867
  2. rod: Panthera Oken, 1816
  3. rod: Pardofelis Severtzov, 1858
3. Acinonychinae Pocock, 1917 -gepardi (čite)
  1. rod Acinonyx Brookes, 1828 -gepard
4. Machairodontinae Gill, 1872 †
5. Proailurinae †
6. Pseudaelurus Gervais, 1850 †

New Encyclopedia of Mammals (Oxford, 2001.) nudi još noviju klasifikaciju, koja se zasniva na DNK-analizama. Prema njoj, mačke se dijele na tri potporodice (vidi zaseban taksokvir).
Međutim, ni jedna se moderna sistematika do sada nije dovoljno etablirala da bi se mogla smatrati općeprihvaćenom u dovoljnoj mjeri da zamijeni tradicionalnu. Zato, do daljnjeg, sve novije podjele treba uzimati s oprezom.

## Vanjske poveznice
|  | Zajednički poslužitelj ima još gradiva o temi Mačke |
|  | Wikivrste imaju podatke o taksonu Mačke             |